# 5. konjeniški polk (ZDA)
Za druge 5. polke glejte 5. polk.
5. konjeniški polk (izvirno angleško 5th Cavalry Regiment) je eden izmed konjeniških polkov Kopenske vojske ZDA.